# Taddy Blecher
Taddy Blecher (* 1967 in Johannesburg) ist ein südafrikanischer Hochschullehrer und Bildungsaktivist.

## Leben
Taddy Blecher wurde 1967 in Johannesburg geboren. Er hat 1999 die CIDA City Campus-Universität Johannesburg mitbegründet. In dieser werden von den Studenten weitaus niedrigere Studiengebühren verlangt als landesweit üblich. Daneben hat er weitere Bildungseinrichtungen gegründet. Dank seiner Arbeit wurden mehr als 600.000 Südafrikaner in Kursen ausgebildet. Für sein Engagement wurden ihm zwei Ehrendoktorwürden verliehen.

## Auszeichnungen
- Preis der Skoll-Stiftung über eine Million US-Dollar für soziales Unternehmertum
- Global Leader of Tomorrow-Auszeichnung, World Economic Forum
- Young Global Leader-Auszeichnung, World Economic Forum
- Managerial Leadership-Auszeichnung, Black Management Forum
- Gemilut Chesed-Auszeichnung, King David Foundation